# William Templeman (homme politique)
Pour les articles homonymes, voir William Templeman et Templeman.
William Templeman (8 décembre 1862-24 novembre 1935) est un homme politique canadien de la Colombie-Britannique. Il est député fédéral libéral de la circonscription britanno-colombienne de Cité de Victoria de 1906 à 1908. Il est ministre dans le cabinet du premier ministre Wilfrid Laurier.

## Biographie
Né à Pakenham (Mississippi Mills) dans le Canada-Ouest, Templeman est propriétaire et rédacteur en chef du Victoria Daily Times (aujourd'hui Times Colonist).
Templeman tente sans succès d'être élu à la Chambre des communes du Canada en 1891, lors d'une élection partielle en 1896 et lors de l'élection générale de 1896. 
Nommé au Sénat du Canada en 1897, il représente la circonscription de New Westminster en Colombie-Britannique. De 1902 à 1906, il est ministre sans portefeuille.
Démissionnant du Sénat en 1906, il parvient à se faire élire lors d'une élection partielle dans Victoria. Défait en 1908, le député de Comox—Atlin, William Sloan, démissionne afin de permettre à Templeman d'être élu sans opposition. Il est ministre du Revenu intérieur (en) en 1906 et ministre des Mines en 1907. Conservant ces ministères jusqu'en 1911, il est défait dans Cité de Victoria lors de l'élection générale.